# John Carpenter
John Howard Carpenter (ur. 16 stycznia 1948 w Carthage w stanie Nowy Jork w USA) – amerykański reżyser filmowy i scenarzysta, twórca głównie horrorów oraz filmów science fiction.
Do niektórych filmów sam pisze scenariusze, niekiedy też sam komponuje muzykę. Jest współscenarzystą kultowego slashera Halloween, który zapoczątkował serię horrorów i otworzył mu drogę do hollywoodzkiej kariery. Cechą rozpoznawalną w filmach Carpentera jest pokazywanie grozy w postaci kroczących lub też stojących w bezruchu postaci, jakby bezwolnych, opanowanych przez destruktywne zło, którego geneza jest różna w różnych filmach (Atak na posterunek 13, Mgła, Ucieczka z Nowego Jorku, Coś, Książę ciemności, Oni żyją, Wioska przeklętych, Łowcy wampirów, Duchy Marsa). Charakterystyczne jest też dla Carpentera stawianie głównego bohatera przed dylematem natury moralnej, gdy jego bliżsi znajomi przechodzą niezamierzoną mentalną oraz fizyczną transformację przechodząc na stronę zła, stanowiącego bezwzględne zagrożenie i musi podjąć decyzję o ich unicestwieniu. (Coś, Książę ciemności, Łowcy wampirów).

## Filmy kinowe
- Ciemna gwiazda (1973, Dark Star)
- Atak na posterunek 13 (1976, Assault on Precinct 13)
- Halloween (1978)
- Mgła (1980, The Fog)
- Ucieczka z Nowego Jorku (1981, Escape from New York)
- Coś (1982, The Thing, remake)
- Christine (1983)
- Gwiezdny przybysz (1984, Starman)
- Wielka draka w chińskiej dzielnicy (1986, Big Trouble in Little China)
- Książę ciemności (1987, Prince of Darkness)
- Oni żyją (1988, They Live)
- Wspomnienia niewidzialnego człowieka (1992, Memoirs of an Invisible Man)
- Wioska przeklętych (1995, Village Of The Damned)
- W paszczy szaleństwa (1995, In the Mouth of Madness)
- Ucieczka z Los Angeles (1996, Escape from L.A.)
- Łowcy wampirów (1998, John Carpenter's Vampires)
- Duchy Marsa (2001, Ghosts of Mars)
- Oddział (2010, The Ward)
- Halloween (2018)

## Filmy telewizyjne
- Ktoś mnie obserwuje (1978, Someone's Watching Me!)
- Elvis (1979)
- Worek na zwłoki (1993 Body Bags)
- Mistrzowie horroru – odc. pierwszego sezonu: Cigarette Burns (2005, John Carpenter's Cigarette Burns)
- Mistrzowie horroru – odc. drugiego sezonu: Pro-Life (2005, John Carpenter's Pro-Life)

## Scenariusze
- Ciemna gwiazda (1973, Dark Star)
- Atak na posterunek 13 (1976, Assault on Precinct 13)
- Zuma Beach (1978)
- Ktoś mnie obserwuje (1978, Someone's Watching Me!)
- Halloween (1978)
- Oczy Laury Mars (1978, Eyes of Laura Mars)
- Mgła (1980, The Fog)
- Halloween 2 (1981, Halloween II)
- Ucieczka z Nowego Jorku (1981, Escape from New York)
- Wschód Czarnego Księżyca (1986, Black Moon Rising)
- Książę ciemności (1987, Prince of Darkness) pod pseudonimem „Martin Quatermass”
- Oni żyją (1988, They Live) pod pseudonimem „Frank Armitage”
- El Diablo (1990)
- Przynęta (1991, Blood River)
- Ucieczka z Los Angeles (1996, Escape from L.A.)
- Duchy Marsa (2001, Ghosts of Mars)
- Halloween (2018)

## Komentarze audio
John Carpenter jest entuzjastą płytowych materiałów dodatkowych. Bardzo chętnie udziela się w nagrywaniu komentarzy audio do wydań DVD swoich filmów, w których przeważnie występuje wraz z innym członkiem ekipy danego filmu. Jego komentarze, pełne ciekawostek i anegdot z produkcji filmu, są uznawane za jedne z najlepszych i najbardziej wartościowych merytorycznie. Przed wprowadzeniem formatu DVD, reżyser nagrał dwa komentarze dla wydań na nośniku LaserDisc. Obecność komentarzy audio na płytach DVD z filmami Johna Carpentera nie jest jednakowa dla wydań w różnych krajach. Niektóre komentarze były obecne tylko w edycjach amerykańskich, niektóre tylko w brytyjskich. Kilka z nich zostało umieszczonych na polskich wydaniach DVD. Carpenter kończy swoje komentarze frazą: thanks for watching and see you at the movies (ang. dzięki za obejrzenie i do zobaczenia w kinie).
- Atak na posterunek 13 – komentarz solowy
- Halloween – wspólnie z aktorką Jamie Lee Curtis oraz producentką Debrą Hill
- Mgła – wspólnie z producentką Debrą Hill
- Ucieczka z Nowego Jorku – dwa komentarze: jeden z Kurtem Russellem, drugi z producentką Debrą Hill i scenografem Joe Alvesem
- Coś – wspólnie z aktorem Kurtem Russellem
- Christine – wspólnie z aktorem Keithem Gordonem
- Gwiezdny przybysz – wspólnie z aktorem Jeffem Bridgesem
- Wielka draka w chińskiej dzielnicy – wspólnie z aktorem Kurtem Russellem
- Książę ciemności – wspólnie z aktorem Peterem Jasonem
- Oni żyją – wspólnie z aktorem Roddym Piperem
- W paszczy szaleństwa – wspólnie z operatorem Garym B. Kibbe’em
- Duchy Marsa – wspólnie z aktorką Natashą Henstridge